# Brice Hortefeux
Brice Hortefeux (Neuilly-sur-Seine, 11 maggio 1958) è un politico francese.
Dal 23 giugno 2009 al 27 febbraio 2011 è stato ministro dell'interno, dell'oltremare e delle collettività territoriali.

## Uomo di fiducia di Nicolas Sarkozy
Laureatosi in diritto privato, specializzatosi in diritto pubblico, frequenta l'Institut d'études politiques (IEP) di Parigi. Nel 1986 vince il concorso per entrare nella funzione pubblica come amministratore territoriale e nel 1995 è nominato prima vice prefetto e poi prefetto. Dal 1983 al 1986 è direttore di gabinetto di Nicolas Sarkozy, all'epoca sindaco di Neuilly. Dal 1986 al 1993 è amministratore territoriale presso lo stesso Comune. Dal 1993 al 1995 è direttore di gabinetto di Nicolas Sarkozy, ministro del Bilancio nel Governo Balladur.
Il sodalizio con l'ex presidente della Repubblica Nicolas Sarkozy è strettissimo. Hortefeux è stato anche testimone al suo primo matrimonio e padrino di battesimo del secondogenito Jean Sarkozy.
Il 27 febbraio 2011 ha lasciato il governo, per assumere l'incarico di consigliere politico del presidente della Repubblica.

## Mandati elettivi
Eletto al Parlamento europeo nel 1999, rieletto nel 2004, dimissionario nel 2005 per incompatibilità con l'incarico ministeriale. È di nuovo eletto al Parlamento europeo nel 2009, si dimette per incompatibilità con il mandato governativo. Ritrova il seggio al Parlamento europeo il 24 marzo 2011, in conseguenza delle dimissioni della sua supplente.
Eletto consigliere regionale dell'Alvernia nel 1992, rieletto nel 1998, nel 2004 e nel 2010.

## Incarichi ministeriali
- 2 giugno 2005 - 15 maggio 2007: Ministro delegato alle collettività territoriali nel Governo De Villepin;
- 15 maggio 2007 - 15 gennaio 2009: Ministro dell'immigrazione, dell'integrazione, dell'identità nazionale e dello sviluppo solidale nel Primo Governo Fillon, confermato nel Secondo Governo Fillon;
- 15 gennaio 2009 - 23 giugno 2009: Ministro del lavoro, delle relazioni sociali, della famiglia, della solidarietà e delle aree urbane in occasione di un rimpasto del secondo governo Fillon
- 23 giugno 2009 - 27 febbraio 2011: Ministro dell'interno, dell'oltremare e delle collettività territoriali in occasione di un ulteriore rimpasto del secondo governo Fillon. Dal 14 novembre 2010 aggiunge alle sue competenze l'immigrazione, che in precedenza costituiva un ministero a sé stante.

## Incarichi di partito
Dal 24 gennaio 2009 è vice presidente dell'UMP. Dal 24 novembre 2004 al 25 settembre 2007 ne era stato vice segretario generale e poi co-presidente ad interim.